# Bdelyrus triangulus
Bdelyrus triangulus е вид бръмбар от семейство Листороги бръмбари (Scarabaeidae).

## Разпространение
Видът е разпространен в Еквадор.